# Lars Rehmann
Lars Rehmann est un joueur de allemand tennis né le 21 mai 1975 à Leverkusen.

## Biographie
Il commence le tennis à 6 ans. Son père Gunther est dans les assurances et sa mère Mechtyld est peintre. Il a un grand frère Rick. Avec sa femme Mélanie (joueuse de tennis autrichienne) il a eu une fille Lina Felicitas, ils vivent à Dresde.
Il remporte l'Open d'Australie junior en double avec Christian Tambue.
Il est champion national junior en Allemagne en simple et double en 1993 et no 1 junior en 1993.
Finaliste à Saragosse en tant que qualifié ce qui lui fait faire un bond de 124 place au classement
Il a rencontré et perdu contre joueur du top 10 à Stockholm, Stefan Edberg no 5, défaite 4-6, 5-7.
Le joueur le mieux classé qu'il ait battu est Jacco Eltingh no 20 à Memphis en 1995, 7-62, 4-6, 6-2.
Une victoire en tournoi Challengers à Eisenach et une finale à Tachkent.
Deux participations en grand Chelem : en double à Wimbledon 1994 (1er tour) et en simple à l'Open d'Australie 1995 (2e tour).
Il travaille dans le milieu du tennis et aime jouer au football et au golf.

## Palmarès

### Finales en simple messieurs
| No | Date       | Nom et lieu du tournoi   | Catégorie    | Dotation  | Surface         | Vainqueur      | Score         |  |
| -- | ---------- | ------------------------ | ------------ | --------- | --------------- | -------------- | ------------- |  |
| 1  | 07-03-1994 | Zaragoza Open, Saragosse | World Series | 200 000 $ | Moquette (int.) | Magnus Larsson | 6-4, 6-4      |  |
| 2  | 24-04-1995 | Seoul Open, Séoul        | World Series | 203 000 $ | Dur (ext.)      | Greg Rusedski  | 6-4, 3-1, ab. |  |

### Finale en double messieurs
| No | Date       | Nom et lieu du tournoi                       | Catégorie           | Dotation  | Surface    | Vainqueurs                      | Partenaire      | Score    |  |
| -- | ---------- | -------------------------------------------- | ------------------- | --------- | ---------- | ------------------------------- | --------------- | -------- |  |
| 1  | 04-10-1993 | Australian Indoor Tennis Championship Sydney | Championship Series | 875 000 $ | Dur (int.) | Patrick McEnroe Richey Reneberg | Alexander Mronz | 6-3, 7-5 |  |